# Anja Andersen
Anja Andersen   (Odense, 15 de febrer de 1969) és una exjugadora i entrenadora danesa de handbol. Ha estat campiona olímpica, campiona del món i dues vegades campiona d'Europa. El 1997 va ser nomenada Jugadora de l'any de l'IHF. És considerada com una de les millors jugadores de handbol de tots els temps. El 2024 fou inclosa a l'EHF Hall of Fame.
Els seus pares Keld i Vivi jugaven en les seleccions nacionals daneses d'handbol, per la qual cosa Anja havia entrat en contacte amb l'esport des de molt primerenca edat. Fins i tot jugant, Anja Andersen es va guanyar la reputació de ser la enfant terrible de l'handbol danès. Com a entrenadora, va aparèixer repetidament en la portada de la premsa sensacionalista danesa, que estava atenta a ella, a causa de les excessives expressions de disgust. No obstant això, el seu èxit com a entrenadora confirma la seva popularitat.

## Desenvolupament i característiques
El camí d'Anja Andersen des de la seva joventut fins a convertir-se en una atleta de classe mundial en handbol és un testimoniatge de com les experiències primerenques poden modelar les característiques físiques i mentals d'un atleta.
Les experiències de la joventut i l'adolescència d'Anja Andersen van jugar un paper fonamental en el desenvolupament de les característiques físiques i mentals que li van permetre convertir-se en una jugadora d'handbol de classe mundial. L'exposició primerenca a l'esport, l'entorn familiar de suport i l'entrenament estructurat van ajudar a desenvolupar les seves habilitats físiques i ètica de treball. Les experiències de competència i la superació de desafiaments van construir la seva fortalesa mental i esperit competitiu. Aquests anys formatius van establir una base sòlida per al seu èxit futur, cosa que li va permetre convertir-se en una de les figures destacades en la història de l'handbol.
- Exposició primerenca a l'handbol

Anja Andersen va ser introduïda a l'handbol a una edat primerenca. Creixent a Dinamarca, un país amb una forta tradició en handbol, va estar exposada a l'esport des de jove. Aquest inici primerenc li va permetre desenvolupar habilitats fonamentals i una comprensió de la dinàmica del joc des d'una edat primerenca. La família d'Andersen i el seu entorn social van donar suport als seus esforços atlètics. Un entorn de suport pot proporcionar alè emocional i suport pràctic, la qual cosa és crucial per a desenvolupar un fort compromís amb l'esport.
- Desenvolupament físic

La participació primerenca en l'handbol va permetre a Andersen desenvolupar habilitats físiques crítiques com a agilitat, velocitat i coordinació. L'handbol requereix un alt nivell d'atletisme, incloent-hi la capacitat de fer moviments ràpids i mantenir l'equilibri mentre s'executen jugades complexes. El seu entrenament primerenc va establir les bases per a aquestes habilitats essencials. A mesura que avançava en la seva joventut, Andersen va participar en entrenaments rigorosos que van construir la seva força física i resistència. Els jugadors d'handbol necessiten tenir una resistència excepcional i una resiliència física per a rendir a alts nivells, i l'entrenament primerenc i consistent d'Andersen el va ajudar a desenvolupar aquests atributs. Competir en lligues juvenils i en equips nacionals va exposar a Andersen a un nivell de joc superior, ajudant-lo a perfeccionar les seves habilitats i adaptar-se a escenaris més desafiadors. L'exposició primerenca a entorns competitius és vital per a desenvolupar les habilitats físiques i estratègiques necessàries per a un rendiment d'elit.
- Desenvolupament mental

Els desafiaments de competir en entorns d'alta pressió durant la seva joventut van ajudar a Andersen a desenvolupar fortalesa mental. Aprendre a bregar amb la pressió de la competència, els contratemps i les demandes de l'esport a una edat primerenca va contribuir a la seva capacitat per a rendir sota estrès més endavant en la seva carrera.
L'entrenament i la competència consistents van requerir que Andersen conreés un alt grau d'enfocament i disciplina. Aquestes qualitats mentals són essencials per a aconseguir l'excel·lència en els esports, ja que permeten als atletes mantenir-se compromesos amb les seves metes i gestionar les demandes dels seus horaris d'entrenament i competició. Creixent a Dinamarca, Andersen va tenir accés a jugadors i entrenadors reeixits en handbol que van servir com a models a seguir. Observar i aprendre d'aquestes figures li va proporcionar valuosos coneixements i inspiració, modelant el seu enfocament cap a l'esport i les seves pròpies aspiracions.
Jugar en diversos entorns competitius va permetre a Andersen desenvolupar pensament estratègic i adaptabilitat. L'handbol requereix que els jugadors prenguin decisions ràpides i adaptin les seves estratègies segons el flux del joc. Les seves experiències primerenques el van ajudar a perfeccionar aquestes habilitats mentals crítiques.
- Experiències Clau i Esdeveniments Formatius

L'èxit d'Andersen en campionats juvenils i equips nacionals el va ajudar a construir confiança i validar les seves habilitats. Els assoliments primerencs van proporcionar motivació i van reforçar la seva creença en les seves capacitats, contribuint al seu impuls cap a l'èxit. L'orientació d'entrenadors experimentats durant els seus anys formatius va ser crucial per a perfeccionar les seves tècniques i comprensió del joc. La mentoria que va rebre li va proporcionar les eines i el coneixement necessaris per a sobresortir en nivells superiors de competició.
Créixer a Dinamarca, un país amb una rica tradició en handbol, li va proporcionar a Andersen un fort context cultural i social que valorava i donava suport a l'handbol. Aquest entorn va fomentar el seu amor per l'esport i la va animar a perseguir-lo a nivell més alt.

## Carrera professional
Anja Andersen és coneguda, per les seves habilitats, com una jugadora de caràcter ofensiu, així com pel seu fort temperament per executar escenes dramàtiques i trucs durant un partit. Va ser una part important de la renaixença de l'handbol danès a la dècada dels anys 90. La seva tècnica i bon sentit del joc van fer que es guanyés el respecte per part de tothom. Després de guanyar la primera medalla d'or al Campionat d'Europa d'handbol femení del 1994, a l'equip de la selecció danesa se'l coneixia com "les dames de ferro", adquirint l'estatus d'heroïnes nacionals.
És considerada la principal artífex del cicle guanyador de la selecció danesa d'handbol, que té dos ors i una plata a les edicions del campionat europeu del 1994, 1996 i 1998, que van ser els primers que es van disputar. Els anys 1993, 1995 i 1997 van guanyar plata, bronze i or als mundials. Va jugar 123 partits amb la selecció danesa d'handbol femení i va marcar 726 gols.
Tot i que la selecció danesa d'handbol va tenir moltes jugadores durant els anys 90, no es discuteix que Andersen en va ser la més prolífica i polèmica. Ningú en qüestionava les habilitats però el seu temperament va ser causa de nombroses expulsions en partits importants. En els Jocs Olímpics d'Estiu de l'any 1996 l'entrenador nacional, Ulrik Wilbek, la va haver de sancionar per les discussions sobre el seu estil de joc i comportament a la pista.
A Andersen se li reconeix també la introducció al handbol de la combinació d'esport i espectacle. Influenciada pel bàsquetbol va inventar un estil de jugar que sovint apuntava més al públic i a l'audiència que a l'equip contrari. Després de la seva retirada com a jugadora en actiu, els anys 2000 i 2001 va crear un equip amb les millors jugadores d'handbol. Els partits d'aquest equip ideal van ser un èxit, però, es van veure interromputs quan Andersen va deixar de jugar-hi.
L'any 1999 i a causa d'un problema cardíac, Andersen va haver d'abandonar la seva carrera com a jugadora.

## Entrenadora
Andersen va iniciar la seva etapa com a entrenadora al club de la Lliga Danesa d'Handbol Femení Slagelse. Amb ella el club va promocionar a la primera divisió i més tard va guanyar tres vegades la Lliga Europea de la Federació Europea d'Handbol, concretament les temporades 2003/04, 2004/05 i 2006/07. L'any 2006 va ser també entrenadora de la selecció nacional de Sèrbia. Aquest any va protagonitzar una protesta singular del seu equip, que per protestar contra el que considerava una injustícia arbirtal, va fer sortir tot l'equip del camp uns minuts. Es va obrir un procés snacionador que va concloure amb l'expulsió de la competició durant set partits a Andersen.
L'any 2008 va deixar el Slagelse per començar a entrenar el FCK Håndbold. El 2010 va deixar FCK Håndbold a conseqüència de la dissolució del club i va decidir fer un parèntesi abans de començar a entrenar un altre equip.
El 2011 Andersen va començar a entrenar l'equip romanès Oltchim Râmnicu Vâlcea. L'objectiu del club era intentar guanyar la Lliga Europea. Al març del 2011, després de menys de dos mesos com a entrenadora, va ser acomiadada a causa dels mals resultats obtinguts. L'equip va perdre dos partits d'un total de quatre a la ronda principal de la competició europea.

## Palmarès i reconeixements

### Palmarès
Al llarg de la seva carrera com a jugadora d'handbol va guanyar nombroses competicions:
- 1987: medalla de plata al Campionat Mundial Juvenil.
- 1992: campiona de la lliga noruega amb el club Bækkelaget.
- 1993: medalla de plata al Campionat del món d'handbol femení.
- 1994: medalla d'or al Campionat d'Europa d'handbol femení.
- 1995: medalla de bronze al Campionat del món d'handbol femení.
- 1996: medalla d'or als Jocs Olímpics d'Estiu.
- 1996: medalla d'or al Campionat d'Europa d'handbol femení.
- 1997: medalla d'or al Campionat del món d'handbol femení.
- 1997: Jugadora de l'any de l'IHF Mundial.

També va guanyar competicions com a entrenadora:
- 2003, 2005 i 2007: guanyadora de la Lliga Danesa d'Handbol Femení amb el club Slagelse.
- 2004, 2005, 2007: guanyadora de la Lliga d'Handbol Femení de la Federació Europea d'Handbol amb el club Slagelse.

### Reconeixements
- 1994: nomenada segona jugadora d'handbol del món.
- 1997: nomenada millor jugadora d'handbol del món.
- 2007: incorporada a la Sala Danesa de Fama.
- 2009: Premi Mathilde per canviar les convencions dels entrenadors d'atletes d'elit.[11]